# قرد العفص
قرد العَفْص أو قرد الأشجار (الاسم العلمي: Dryopithecus) هو جنس من الإنسيات المنقرضة التي استوطنت داخل حدود أوروبا التي كانت في أواسط العصر الميوسيني وأواخره منذ 12.5 إلى 11.1 مليون سنة (mya). منذ اكتشافه في عام 1856، تعرض هذا الجنس لاضطرابات في التصنيف، حيث وُصِفَ العديد من الأنواع الجديدة من بقايا فردية بناءً على  الاختلافات الدقيقة بين بعضها البعض، كما أن الطبيعة المجزأة للنموذج النوعي تجعل التفريق بين البقايا أمرًا صعبًا. لا يوجد حاليًا سوى نوع واحد غير متنازع عليه، وهو النوع النمطي قرد العفص لِفونتان (D. fontani)، على الرغم من أنه قد يكون هناك المزيد. يُوضَع هذا الجنس في قبيلة قرود العفص [الإنجليزية] (Dryopithecini)، وهي إما فرع من السعلاة، أو القردة البشرية الإفريقية، أو فرع منفصل خاص بها.
قُدِّر وزن عينة من الذكور بـ 44 كـغ (97 رطل) في الحياة. من المرجح أن قرد العفص كان يأكل في الغالب الفاكهة الناضجة من الأشجار، مما يشير إلى درجة من سلوك التعليق للوصول إليها، على الرغم من أن تشريح عظم العضد وعظم الفخذ يشير إلى اعتماد أكبر على المشي على أربع (رباعية الحركة). كان الوجه مشابهًا للغوريلا، وكان للذكور أنياب أطول من الإناث، وهو ما يرتبط عادةً بمستويات عالية من العدوانية. كانت تعيش في مناخ موسمي شبه استوائي، وربما تكون قد كونت احتياطيات من الدهون لفصل الشتاء. من المحتمل أن تكون القِرَدَة العليا الأوروبية قد انقرضت خلال اتجاه الجفاف والتبريد في أواخر العصر الميوسيني الذي تسبب في انحسار الغابات ذات المناخ الدافئ.